# Modisimus glaucus
Modisimus glaucus är en spindelart som beskrevs av Simon 1893. Modisimus glaucus ingår i släktet Modisimus och familjen dallerspindlar. Inga underarter finns listade i Catalogue of Life.